# 埃沙瓦讷
埃沙瓦讷（法語：Échavanne，法語發音：[eʃavan]）是法国上索恩省的一个市镇，属于吕尔区。

## 地理
埃沙瓦讷（47°39'25"N, 6°43'53"E）面积3.21 平方千米，位于法国勃艮第-弗朗什-孔泰大區上索恩省，该省份为法国东部内陆省份，北起顺时针与孚日省、贝尔福地区省、杜省、汝拉省、科多尔省和上马恩省接壤。
与埃沙瓦讷接壤的市镇（或旧市镇、城区）包括：尚帕涅、舍讷比耶、弗拉耶和沙特比耶。

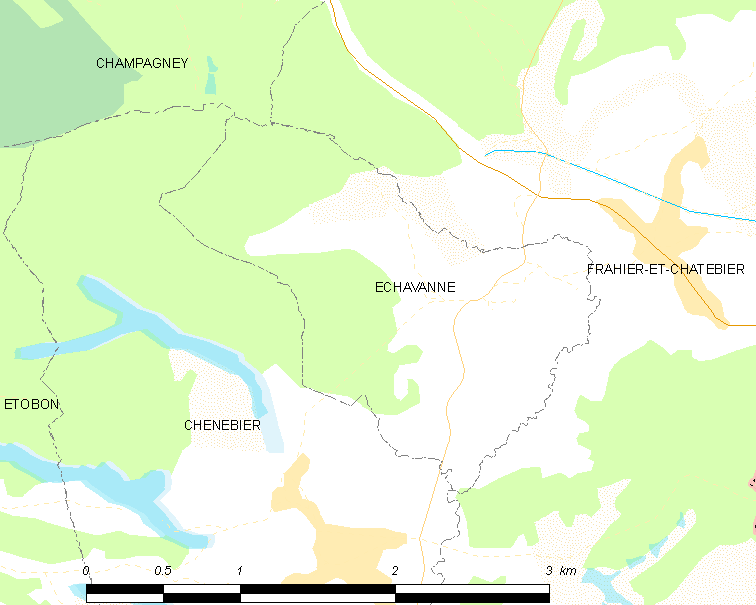
埃沙瓦讷的OSM定位图

埃沙瓦讷的时区为UTC+01:00、UTC+02:00（夏令时）。

## 行政
埃沙瓦讷的邮政编码为70400，INSEE市镇编码为70205。

## 政治
埃沙瓦讷所属的省级选区为埃里库尔第一县。

## 人口

1962-2008年间埃沙瓦讷人口变化图示

埃沙瓦讷于2022年1月1日时的人口数量为200人。